# وليم تشارلز أندرسون
وليم تشارلز أندرسون (بالإنجليزية: William Charles Anderson)‏ (7 مايو 1920، لا جونتا في الولايات المتحدة - 16 مايو 2003، فيرفيلد في الولايات المتحدة)؛ كاتب، ضابط، مؤلف، كاتب سيناريو وروائي أمريكي.

## روابط خارجية
- وليم تشارلز أندرسون على موقع IMDb (الإنجليزية)
- وليم تشارلز أندرسون على موقع قاعدة بيانات الفيلم (الإنجليزية)